# 佩罗西纽
佩罗西纽是葡萄牙波尔图区的一个堂区。总面积4.71平方公里，总人口5950人，人口密度1263.3人/平方公里。